# 뉴캐슬 유나이티드 FC의 기록과 통계
이 목록은 뉴캐슬 유나이티드의 기록과 통계를 모아둔 목록이다.

## 팀 기록

### 관중 수
- 단일 경기 최다 관중: 68,386명 (1930년 9월 3일, 첼시 전)
- 연간 최다 평균 관중: 56,299명 (1947-48 시즌)
- 단일 경기 최저 관중: 4,609명 (1992년 12월 16일, 체세나 전)
- 연간 최저 평균 관중: 17,350명 (1980-81 시즌)

### 승리
- 최다 점수차 승리: 13-0 (1946년 10월 5일, 뉴포트 카운티 전)
- 최다 연승: 11회 (1992년 8월 15일 ~ 1992년 12월 24일)

### 패배
- 최다 점수차 패배: 0-9 (1895년 4월 15일, 버턴 원더러스 전)
- 최다 연패: 10회 (1977년 8월 23일 ~ 1977년 12월 22일)

### 득점
- 단일 시즌 최다 팀 득점: 42경기 98골 (1951-52 시즌)
- 단일 시즌 최저 팀 득점: 42경기 30골 (1980-81 시즌)
- 단일 시즌 리그 최다 팀 득점: 42경기 109골 (1960-61 시즌)
- 단일 시즌 리그 최저 팀 득점: 34경기 33골 (1904-05 시즌)

### 승점
- 리그 최다 승점
  - 42경기 57점 (승점 2점, 1964-65 시즌)
  - 46경기 102점 (승점 3점, 2009-10 시즌)
- 리그 최저 승점
  - 42경기 22점 (승점 2점, 1977-78 시즌)
  - 38경기 31점 (승점 3점, 1988-89 시즌)

## 선수 기록

### 출전
- 최연소 출전: 16세 233일, 스티브 왓슨 (1990년 11월 10일, 울버햄프턴 원더러스 전)
- 최연장 출전: 44세 225일, 빌리 햄슨 (1927년 4월 9일, 버밍엄 시티 전)
- 최다 출전: 496경기, 지미 로렌스 (1904년 ~ 1922년)

### 득점
- 시즌 최다 득점: 41골, 앤디 콜 (1993-94 시즌)
- 리그 시즌 최다 득점: 36골, 휴이 갤러처 (1926-27 시즌)
- 한 경기 최다 득점: 6골, 렌 셰클턴 (1946년 10월 5일, 뉴포트 카운티 전)
- 리그 누적 최다 득점: 178골, 재키 밀번 (353경기, 1946년 ~ 1957년)
- 유럽 대회 누적 최다 득점: 30골, 앨런 시어러 (52경기, 1996년 ~ 2006년)
- 최단 시간 득점: 10.4초, 앨런 시어러 (2003년 1월 18일, 맨체스터 시티 전)
- 최고 득점률: 14경기 13골, 파피스 시세 (2011-12 시즌)
- 역대 누적 최다 득점: 206골, 앨런 시어러 (404경기, 1996년 ~ 2006년)

## 개인 수상
잉글랜드 축구 명예의 전당
| 선수 - 폴 개스코인 (2002년 선정) - 케빈 키건 (2002년 선정) - 앨런 시어러 (2004년 선정) - 존 반스 (2005년 선정) - 재키 밀번 (2006년 선정) - 이안 러시 (2006년 선정) - 피터 비어슬리 (2007년 선정) - 렌 셰클턴 (2009년 선정) | 감독 - 보비 롭슨 경 (2003년 선정) |

스코틀랜드 축구 명예의 전당
| 선수 - 휴이 갤러처 (2004년 선정) | 감독 - 케니 달글리쉬 (2004년 선정) - 그레엄 수네스 (2004년 선정) |  |

웨일즈 축구 명예의 전당
| 선수 - 아이버 앨처치 (1995년 선정) - 이안 러시 (2001년 선정) |

유럽 축구 명예의 전당
| 선수 - 케빈 키건 - 앨런 시어러 - 피터 비어슬리 | 감독 - 보비 롭슨 경 |

선수들이 뽑은 올해의 선수
| - 1996년 레스 퍼디낸드 - 1997년 앨런 시어러 |

선수들이 뽑은 올해의 유망주
| - 1988년 폴 개스코인 - 1994년 앤디 콜 - 2002년 크레이그 벨라미 - 2003년 저메인 지너스 |

선수들이 뽑은 올해의 베스트11
| - 1974년 말콤 맥도날드 (풋볼 리그 1부) - 1979년 피터 위스 (풋볼 리그 2부) - 1980년 피터 위스 (풋볼 리그 2부) - 1983년 케빈 키건 (풋볼 리그 2부) - 1984년 케빈 키건 (풋볼 리그 2부) - 1985년 크리스 워들 (풋볼 리그 1부) - 1987년 피터 비어슬리 (풋볼 리그 1부) - 1988년 폴 개스코인 (풋볼 리그 1부) - 1990년 미키 퀸 (풋볼 리그 2부) - 1993년 존 베리스퍼드, 리 클라크, 개빈 피코크 (풋볼 리그 1부) - 1994년 피터 비어슬리 (프리미어리그) - 1996년 롭 리, 레스 퍼디낸드, 다비드 지놀라 (프리미어리그) - 1997년 데이비드 배티, 앨런 시어러 (프리미어리그) - 1998년 데이비드 배티 (프리미어리그) - 2002년 셰이 기븐 (프리미어리그) - 2003년 키어런 다이어, 앨런 시어러 (프리미어리그) - 2006년 셰이 기븐 (프리미어리그) - 2010년 파브리시오 콜로치니, 호세 엔리케, 케빈 놀런, 앤디 캐럴 (챔피언십) - 2012년 파브리시오 콜로치니 (프리미어리그) - 2017년 드와이트 게일, 자말 라셀레스, 존조 셸비 (챔피언십) |

프리미어리그 득점왕
- 1994년 앤디 콜
- 1997년 앨런 시어러

프리미어리그 올해의 감독
- 2012년 앨런 파듀

감독들이 뽑은 프리미어리그 올해의 감독
- 2012년 앨런 파듀

## 같이 보기
- 뉴캐슬 유나이티드 FC의 역사
- 뉴캐슬 유나이티드 FC의 유럽 대회 기록